# Gekko scientiadventura
Espèce
Synonymes
- Gekko scienciadventura Rösler, Ziegler, Vu, Herrmann & Böhme, 2004

Gekko scientiadventura est une espèce de geckos de la famille des Gekkonidae.

## Répartition
Cette espèce est endémique de la province de Quảng Bình au Viêt Nam. 
Sa présence au Laos est incertaine.

## Description
C'est un gecko insectivore nocturne et arboricole.

## Étymologie
Cette espèce est nommée en référence à l'émission de télévision allemande Abenteuer Wissen (de).

## Publication originale
- Rösler, Ziegler, Vu, Herrmann & Böhme, 2004 : A new lizard of the genus Gekko Laurenti, 1768 (Squamata: Sauria: Gekkonidae) from the Phong Nha-Ke Bang National Park, Quang Binh Province, Vietnam. Bonner zoologische Beiträge, vol. 53, no 1/2, p. 135-148 (texte intégral).